# 309295 Hourenzhi
309295 Hourenzhi este o planetă minoră (asteroid) din centura de asteroizi. A fost descoperită pe 16 august 2007 la Experimental Test Site⁠(d) de  și a fost numită după Hou Renzhi⁠(d). 
Obiectul prezintă o orbită caracterizată de o semiaxă mare de 2,3823721861122 UAi, o excentricitate de 0,19168047133051, o înclinație de 2,2737503189418 ° în raport cu ecliptica.